# Daniel Baril
Pour les articles homonymes, voir Baril (homonymie).
Daniel Baril est un journaliste, anthropologue et écrivain québécois. Il est également un militant laïque et humaniste de longue date, membre du Conseil d’administration de l’Association humaniste du Québec et du Mouvement laïque québécois qu’il a présidé pendant plus d’une vingtaine d’années. Il est connu au sein du Mouvement des Brights.

## Biographie
Pendant les années 1970, Daniel Baril milite au sein de l'Association québécoise pour le droit à l'exemption de l'enseignement religieux alors qu'il est enseignant de formation morale. Il est nommé au Conseil supérieur de l'éducation (de 1982 à 1986) par l'ex-ministre de l'Éducation Camille Laurin.
En 1985, il opte pour le journalisme, fonction qui l'amène à l'hebdomadaire Forum de l'Université de Montréal où il œuvre pendant 28 ans. Au cours de sa carrière, il remporte quatre fois le Prix du meilleur article de langue française décerné par le Conseil canadien pour l'avancement de l'éducation pour ses articles sur le milieu universitaire.
En 1995, il publie un livre polémique contre la confessionnalité scolaire intitulé Les mensonges de l'école catholique. 
Sa thèse de maîtrise en anthropologie biologique à l'Université de Montréal a pour but de déterminer les liens entre la sélection sexuelle et la religiosité. 
Il publie en 2006 le livre La grande illusion; comment la sélection naturelle a créé l'idée de Dieu, issu en partie de sa thèse.
Il reçoit le prix Condorcet de 2006, prix décerné annuellement par le Mouvement laïque québécois.
En 2009, il dirige avec le professeur Normand Baillargeon l'ouvrage collectif Heureux sans Dieu (VLB éditeur) dans lequel 14 auteurs (écrivains, journalistes, universitaires et humoristes) exposent leur athéisme.
En mars 2010, il lance avec le sociologue Guy Rocher la Déclaration pour un Québec laïque et pluraliste, endossée par une centaine de personnalités regroupées sous l'appellation Les intellectuels pour la laïcité.
À titre d'anthropologue, Daniel Baril témoigne devant le Tribunal des droits de la personne dans deux plaintes visant à faire cesser les prières dans les assemblées municipales, soit à Laval en 2005 et à Saguenay en 2009, en faisant valoir qu'il s'agit d'un rituel religieux identitaire. Dans les deux cas, le tribunal donne raison aux plaignants représentés par le Mouvement laïque québécois. Dans le cas de la ville de Saguenay, le jugement rendu contre le maire Jean Tremblay en février 2011 ordonne également que soient retirés le crucifix et la statue du Sacré-Cœur des salles du conseil.
Le 27 mai 2013, la Cour d'appel du Québec, sous la plume du juge Guy Gagnon qui se prononçait sur l'expertise de M. Daniel Baril, déclare ceci: "[50]   Je suis fermement d'avis que le témoin Baril ne répond pas aux exigences d'objectivité et d'impartialité indispensables au statut d'expert appelé à témoigner devant une cour de justice. Aussi, la valeur probante de son opinion me semble beaucoup trop faible pour devoir jouer un rôle déterminant sur l'issue de l'affaire." - Saguenay (Ville de) c. Mouvement laïque québécois 2013 QCCA 936.
Mais en avril 2015, la Cour suprême du Canada, dans un jugement unanime sur la prière à Saguenay, renverse complètement le jugement Gagnon, en soulignant entre autres que la discussion au sujet de l'opinion de M. Baril ne portait que sur la détermination du caractère religieux ou non de la prière.
À sa retraite de l'Université de Montréal en juin 2013, il devient blogueur sur le site de Voir.ca et au Huffington Post Québec où il traite des questions de laïcité, de libre pensée et d'anthropologie évolutive. En septembre 2013, il publie, en codirection avec le professeur Yvan Lamonde, l'ouvrage collectif Pour une reconnaissance de la laïcité au Québec et joue un rôle actif dans la création du Rassemblement pour la laïcité. Il devient également conférencier à l'Université du troisième âge.
En 2016, il rassemble un autre collectif d'auteurs et publie La face cachée du cours Éthique et culture religieuse (Leméac, 2016) qui identifie entre autres des contenus des manuels scolaires d'ECR jugés doctrinaux par les auteurs, et en propose des alternatives axées sur la formation de la pensée critique.  
Au printemps 2018, il publie un ouvrage de vulgarisation scientifique aux Presses de l'Université Laval, Tout ce que la science sait de la religion, dans lequel il présente les résultats de centaines de recherches portant sur divers aspects de la religion dont l'évolution des croyances, la morale, la santé, la violence, les expériences de mort imminente et les hypothèses évolutionnistes sur la persistance de la religion.